# Afro-Allemands
 (février 2018).
Les Afro-Allemands (en allemand : Afrodeutsche ou Schwarze Deutsche) sont des Allemands d'origine africaine. Ils vivent principalement à Hambourg, Berlin, Francfort-sur-le-Main, Munich et Cologne.
Certains sont présents en Allemagne depuis l'empire colonial allemand établi au XIXe siècle. Des villes comme Hambourg et Berlin, centres des forces d'occupation américaines après la Seconde Guerre mondiale et lieu d'arrivée d'une immigration plus récente, comptent des communautés afro-allemandes, avec un pourcentage relativement élevé de familles multiethniques. Avec le commerce et les migrations, les villes de Francfort, Munich et Cologne ont vu s'installer un nombre croissant d'Afro-Allemands. Plus d'un million de personnes d'origine africaine vivent en Allemagne. Ce chiffre est néanmoins difficile à estimer car le recensement allemand n'utilise pas l'ethnie comme catégorie, à la suite du génocide commis sous le Troisième Reich. Jusqu'à 70 000 personnes (2 % de la population) afro-allemandes vivent à Berlin.

## Histoire

### XVIIIesiècle

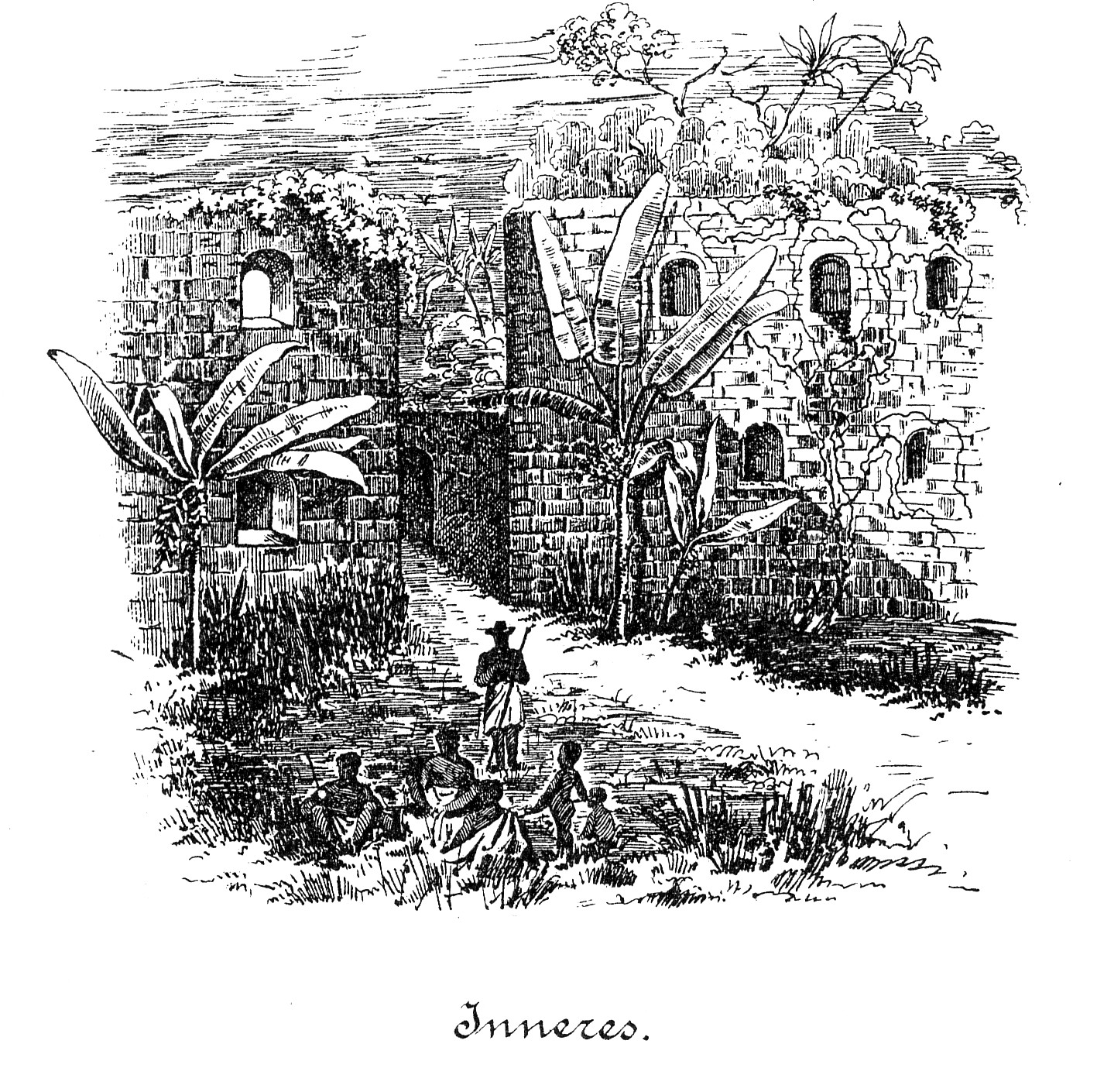
Gravure représentant une vue de la Côte-de-l'Or prussienne (1884).

Les premiers Africains vivant en Allemagne ont été amenés comme domestiques au XVIIe siècle. Au cours des années 1720, Anton Wilhelm Amo, né au Ghana, a été parrainé par un duc allemand pour entrer à l'université, devenant le premier Africain à fréquenter un établissement supérieur européen. Après avoir terminé ses études, il est devenu philosophe. Plus tard, des Africains ont été amenés comme esclaves sur la côte occidentale de l'Afrique où un certain nombre de propriétés allemandes ont été établies, principalement sur la Côte-de-l'Or. En 1717, le roi Frédéric-Guillaume Ier de Prusse vend ses territoires ghanéens. 30 000 personnes sont également vendues à la Compagnie néerlandaise des Indes orientales ; les nouveaux propriétaires sont cependant liés par contrat pour « envoyer 12 garçons nègres, dont six décorés de chaînes d'or », au roi. Les enfants esclaves sont alors amenés à Potsdam et à Berlin.

### DuXIXesiècleà 1945

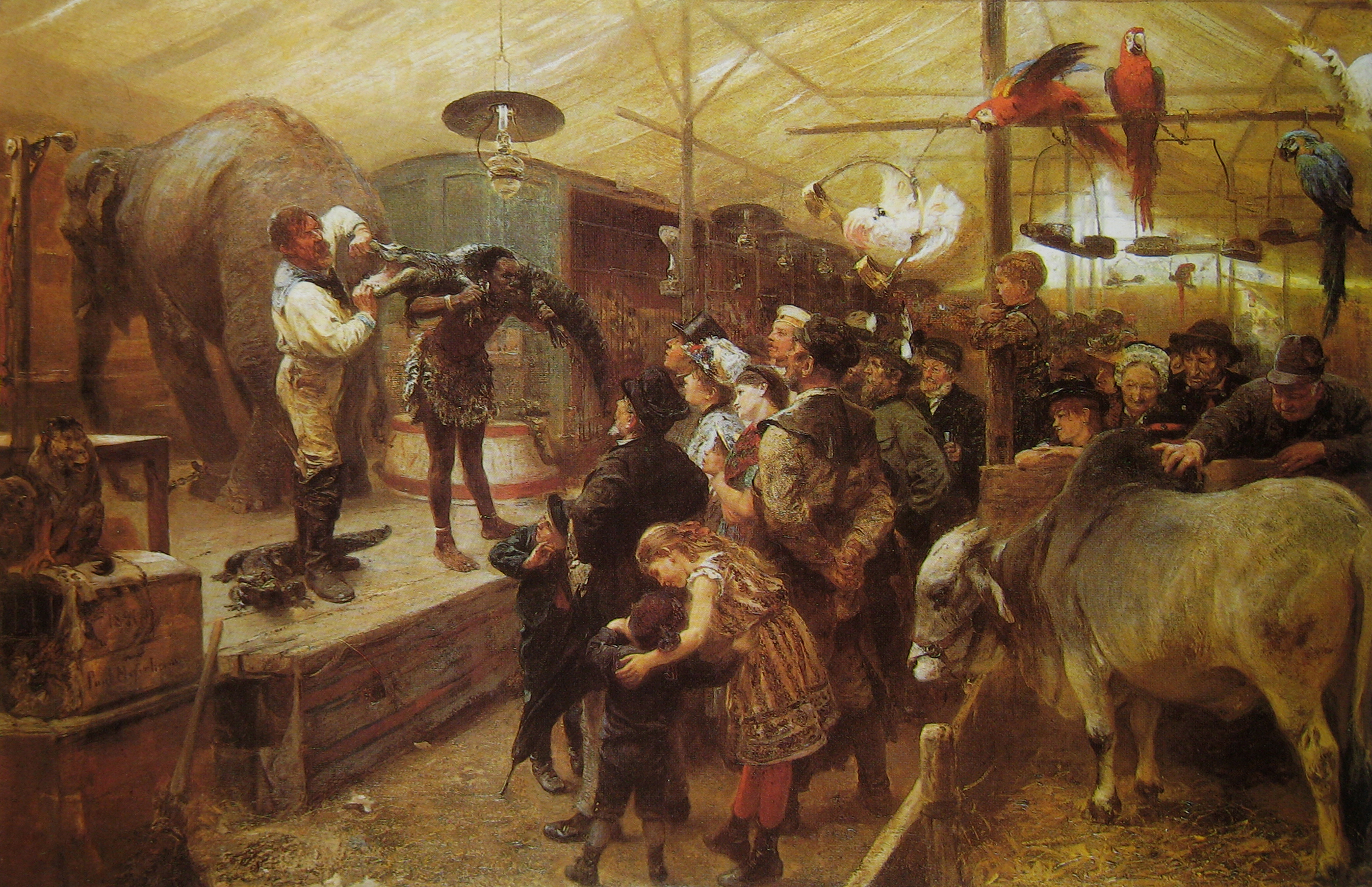
Paul Friedrich Meyerheim, In der Tierbude (Dans la baraque aux animaux), 1894.

Lors de la conférence de Berlin de 1884, réunissant toutes les grandes puissances de l'époque, les États européens divisent l'Afrique en zones d'influence qu'ils contrôlent. L'Allemagne possédait des colonies dans la région des Grands lacs africains et en Afrique de l'Ouest, d'où de nombreux Africains émigrèrent pour la première fois en Allemagne. L'Allemagne a par ailleurs nommé des spécialistes indigènes au sein de l'administration coloniale, et beaucoup de jeunes Africains sont allés en Allemagne pour être éduqués. Certains ont reçu une formation supérieure dans les écoles et les universités allemandes, mais la majorité ont été formés dans des centres de formation coloniale comme officiers ou enseignants de mission. Les Africains ont souvent servi d'interprètes pour les langues africaines dans les centres de recherche germano-africains et avec l'administration coloniale. D'autres émigrèrent en Allemagne en tant qu'anciens membres des troupes allemandes de sécurité, l'Askari.
L'Afrikanisches Viertel (« Quartier africain ») à Berlin est un héritage de la période coloniale, avec un certain nombre de rues et de places nommées d'après les pays et les territoires liés à l'empire colonial allemand. Il accueille encore de nos jours une grande partie des Berlinois d'origine africaine.
Les couples interraciaux dans les colonies ont été soumis à une forte pression. Une campagne contre le métissage se créé, comprenant l'invalidation des mariages, déclarant les enfants issus de ces couples illégitimes et leur retirant la citoyenneté allemande. Lors de l'extermination des Namas en 1907 par les troupes allemandes, Bernhard Dernburg, directeur des affaires coloniales allemandes, déclare que « certaines tribus indigènes, tout comme certains animaux, doivent être détruites ».

#### République de Weimar
Pendant la Première Guerre mondiale, les Belges, les Britanniques et les Français prennent le contrôle des colonies allemandes en Afrique. En conséquence, la situation des colons africains en Allemagne évolue. Par exemple, les Africains qui possédaient une carte d'identité coloniale allemande disposaient d'un statut leur permettant d'être traités comme « membres des anciens protectorats ». Après le traité de Versailles (1919), les Africains furent encouragés à devenir des citoyens de leurs pays d'origine, mais préféraient finalement rester là où ils vivaient. De nombreuses pétitions (bien documentées pour le Togoland allemand par P. Sebald et pour le Cameroun par A. Rüger) ont essayé d'informer le public allemand des conditions de vie dans les colonies, continuant à demander aide et soutien à l'Allemagne.
Des Afro-Allemands fondent un périodique bilingue publié en allemand et en duoala : Elolombe y'a Cameroon (Soleil du Cameroun). Un groupe politique établit à Paris la branche allemande d'une organisation de défense des droits de l'homme : la section allemande de la Ligue de défense de la race noire.
Beaucoup d'Afro-Allemands endurent la Grande Dépression des années 1930 en Allemagne sans pouvoir obtenir une indemnité de chômage, cela dépendant de la citoyenneté allemande. Certains d'entre eux sont cependant soutenus par une petite allocation du ministère des Affaires étrangères allemand.

#### Troisième Reich
Les conditions de vie des Afro-Allemands empirent pendant la période nazie. Les Afro-Allemands naturalisés perdent leur passeport. Les conditions de travail et les possibilités de se déplacer étaient extrêmement difficiles pour les musiciens afro-allemands, les professionnels de la variété, du cirque ou du cinéma. À cause de la propagande raciste du régime, les employeurs n'ont pas pu garder ou embaucher des employés afro-allemands.
Les Nazis envisageaient de gagner le soutien des Afro-Allemands des anciennes colonies du Reich pour leur propagande. Ils prévoyaient la création d'un « empire colonial africain sous la prédominance allemande », où sévirait un régime d'apartheid avec des lois d'esclavage et un passeport pour les Afro-Allemands. À cause de ses défaites militaires, l'Allemagne n'a jamais pu concrétiser ce projet.
Les Afro-Allemands vivant en Allemagne étaient socialement isolés et avaient l'interdiction d'avoir des rapports sexuels et de se marier avec des Aryens, en vertu des lois raciales. Poursuivant les discriminations menées contre les Bâtard de Rhénanie, les responsables nazis ont soumis quelque 500 enfants afro-allemands en Rhénanie à la stérilisation forcée. Les Noirs étaient considérés comme des « ennemis de l'État fondé sur la race », avec les Juifs et les Tsiganes. Les nazis cherchaient à débarrasser le pays des Juifs et des Tziganes par la déportation (et plus tard par l'extermination), tandis que les Afro-Allemands devaient être séparés et finalement exterminés par stérilisation obligatoire.
La biographie de Bayume Mohamed Husen et le livre Destined to Witness de Hans Massaquoi sont des témoignages d'Afro-Allemand sous le Troisième Reich.

### Depuis 1945
À la fin de la Seconde Guerre mondiale, les Alliés occupent l'Allemagne. Les forces américaines, britanniques et françaises comprenaient de nombreux soldats d'Afro-Américains, Afro-Caraïbéens ou d'origine africaine, et certains d'entre eux eurent des enfants avec des femmes allemandes. À l'époque, les forces armées avaient généralement des règles de non-fraternisation et décourageaient les mariages interraciaux. La plupart des mères allemandes ont gardé leurs « bébés bruns », mais des milliers ont été adoptés par des familles américaines et ont grandi aux États-Unis. Souvent, ils n'ont appris leur ascendance qu'à l'âge adulte.
Jusqu'à la fin de la guerre froide, les États-Unis font stationner plus de 100 000 soldats américains sur le sol allemand. Certains d'entre eux se sont ensuite établi en Allemagne. Ils ont souvent amené leur famille avec eux ou en ont fondé une sur place avec des femmes allemandes. Le gouvernement fédéral de l'Allemagne de l'Ouest a poursuivi une politique consistant à isoler ou faire partir d'Allemagne ces enfants qu'il qualifiait de « métisses nègres ».
Audre Lorde, femme de lettres et militante afro-américaine, se trouvait entre 1984 et 1992 à l'université libre de Berlin. Pendant cette période, qu'elle appelle « les années berlinoises », elle a contribué à développer le mot « afro-allemand », lui donnant un sens à l'intersection de la race, du sexe et de l'orientation sexuelle. Elle a encouragé les femmes noires allemandes comme May Ayim et Ika Hügel-Marshall à écrire et à publier des poèmes et des autobiographies pour gagner en visibilité et s'insérer. Elle militait pour un féminisme intersectionnel mondial et voyait l'Allemagne comme point de départ pour faire émerger ce mouvement.
| Ville                 | Nombre       |
| --------------------- | ------------ |
| Berlin                | 2 % (70 000) |
| Hambourg              | 3 % (54 000) |
| Francfort-sur-le-Main | 2 % (14 000) |
| Munich                | 1 % (14 000) |
| Dortmund              | 2 % (12 000) |
| Cologne               | 1 % (11 000) |
| Brême                 | 1,5 % (9000) |
| Stuttgart             | 1,3 % (8000) |

## Dans la littérature
- Esi Edugyan, Half Blood Blues, Serpent's Tail, 2011. Roman sur un groupe de jazz multiracial en Allemagne nazie. Le jeune trompettiste du groupe est un Bâtard de Rhénanie qui finit par être capturé par les nazis, alors que d'autres membres du groupe sont des Afro-Américains.
- Gayl Jones, The Healing, Beacon Press, 1998,   (ISBN 978-0-8070-6314-9). Roman comportant un personnage afro-allemand, Josef Ehelich von Fremd, riche personnalité qui possède des chevaux de course.
- Hans Massaquoi, Destined to Witness, Morrow, 1999,  (ISBN 978-0060959616). Autobiographie de cet homme né à Hambourg d'une mère allemande blanche et d'un père libérien, petit-fils de Momulu Massaquoi.

## Personnalités afro-allemandes

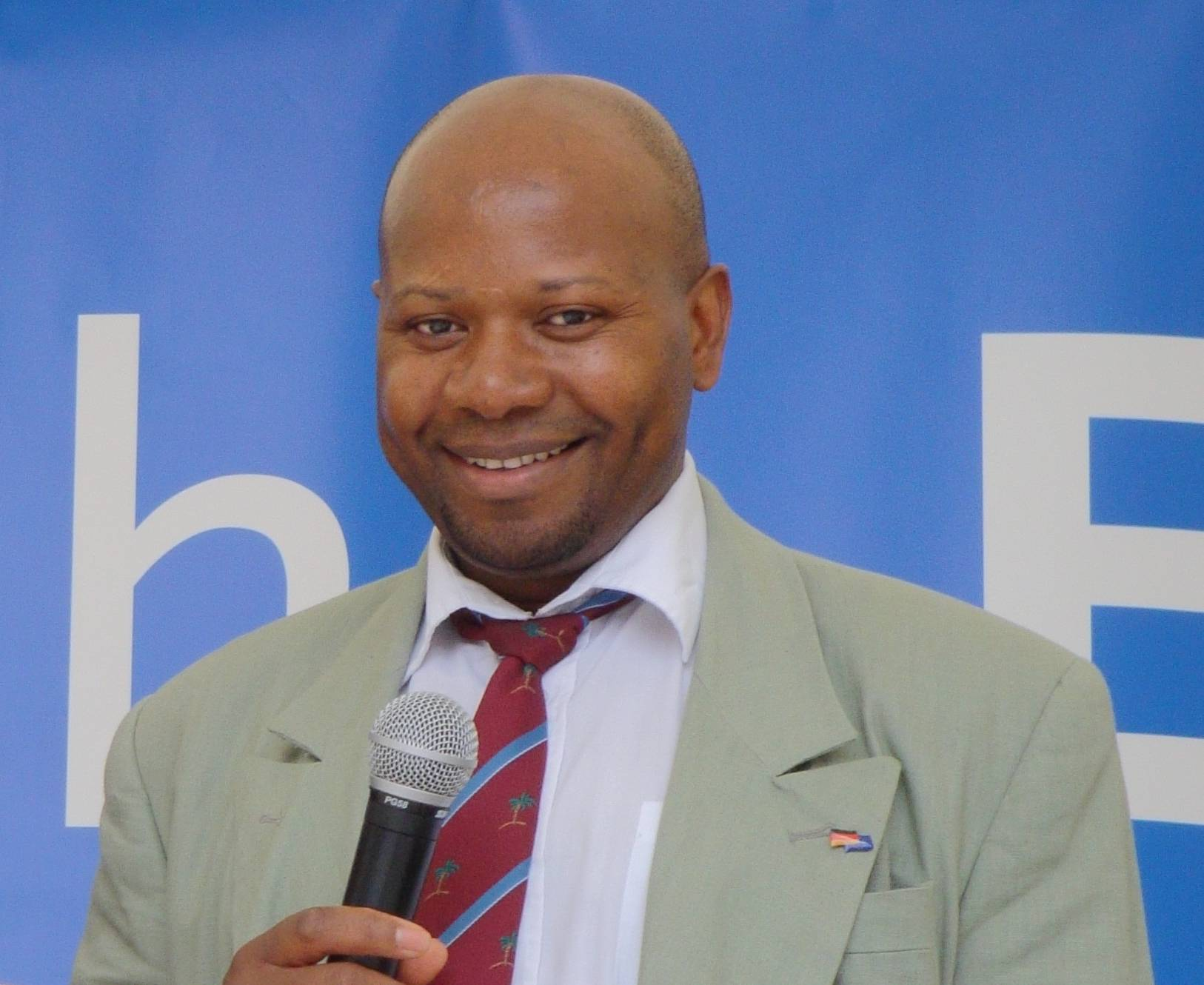
Zeca Schall, homme politique.

### Politique et société
- Karamba Diaby, homme politique, député au Bundestag.
- John Ehret, premier maire Afro-Allemand.
- Charles M. Huber, homme politique, député au Bundestag.
- Ika Hügel-Marshall, femme de lettres qui a écrit sur la manière de grandir dans l'Allemagne d'après-guerre.
- Hans-Jürgen Massaquoi, journaliste qui a écrit sur son enfance durant le Troisième Reich.
- Jana Pareigis, journaliste et présentatrice de télévision à la Deutsche Welle puis à la ZDF, co-réalisatrice du documentaire Afro.Germany.
- Zeca Schall, homme politique.

### Art, culture et musique
Avec l'émergence des chaînes MTV Germany à partir de 1997 et VIVA en 1993, la popularité de la culture pop américaine a favorisé la représentation afro-allemande dans les médias et la culture allemands.
May Opitz, qui a écrit sous le nom de plume May Ayim, était une poétesse et militante afro-allemande. Elle a été co-rédactrice en chef du livre Farbe bekennen, publié en anglais sous le titre Showing Our Colors: Afro-German Women Speak Out (Montrer nos couleurs : les femmes afro-allemandes parlent).
- Adé Bantu
- Afrob
- Ayọ
- B-Tight
- Cassandra Steen
- J. Cole
- Denyo
- Deso Dogg
- D-Flame
- Francisca Urio
- Haddaway
- Harris
- Jessica Wahls
- Jonesmann
- Joy Denalane
- U-Jean
- KeyLiza
- Lou Bega
- Mamadee
- Mark Medlock
- Meshell Ndegeocello
- Nana (rapper)
- Nneka
- Patrice Bart-Williams
- Raptile
- Roberto Blanco
- Rob Pilatus
- Samy Deluxe
- Taktloss
- Theodor Wonja Michael
- Ciani-Sophia Hoeder

### Cinéma
The SFD - Schwarze Filmschaffende in Deutschland (Black Artists in German Film, littéralement « réalisateurs noirs en Allemagne ») est une association professionnelle basée à Berlin de réalisateurs, producteurs, scénaristes et acteurs afro-allemands ou d'origine noire africaine et résidant en Allemagne. Ils ont organisé la série New Perspectives au festival du film de Berlinale.
- Louis Brody
- Nisma Cherrat
- Carol Campbell (actrice)
- Günther Kaufmann
- Araba Walton

### Sport
- Richard Adjei, membre de l'équipe allemande de bobsleigh
- Dennis Aogo, footballeur
- Stephen Arigbabu, basketteur
- Gerald Asamoah, footballeur
- Collin Benjamin, footballeur
- Jérôme Boateng, footballeur
- John Anthony Brooks, footballeur
- Sidney Sam, footballeur
- Francis Bugri, footballeur
- Cacau, footballeur
- Timothy Chandler, footballeur
- Marvin Compper, footballeur
- Bakary Diakité, footballeur
- Chinedu Ede, footballeur
- Kasim Edebali, footballeur
- Florence Ekpo-Umoh, athlète
- Patrick Esume, coach de football
- Matthias Fahrig, athlète
- Kamghe Gaba, athlète
- Robert Garrett, basketteur
- Julian Green, footballeur
- Demond Greene, basketteur
- Misan Haldin, basketteur
- Elias Harris, basketteur
- Jimmy Hartwig, footballeur
- Raphael Holzdeppe, sauteur à la perche
- Fabian Johnson, footballeur
- Jermaine Jones, footballeur
- Steffi Jones, footballeur
- Alex King, basketteur
- Linda Kisabaka, athlète
- Erwin Kostedde, footballeur
- Mohammed Lartey, footballeur
- Andrej Mangold, basketteur
- David McCray, basketteur
- Amewu Mensah, athlète
- Jean-Claude Mpassy, footballeur
- Sabrina Mulrain, athlète
- David Odonkor, footballeur
- Akwasi Oduro, footballeur
- Ademola Okulaja, basketteur
- Navina Omilade, footballeur
- Patrick Owomoyela, footballeur
- Kofi Amoah Prah, athlète
- Antonio Rüdiger, footballeur
- Satou Sabally, basketteuse
- Leroy Sané, footballeur
- Célia Šašić, footballeur
- Dennis Schröder, basketteur
- Lennard Sowah, footballeur
- Richard Sukuta-Pasu, footballeur
- Robin Szolkowy, patineur artistique
- Assimiou Touré, footballeur
- Akeem Vargas, basketteur
- Reinhold Yabo, footballeur
- Michael Zimmer, footballeur